# Tommy Gun (sång)
Tommy Gun är en punklåt skriven av Joe Strummer och Mick Jones och inspelad av den engelska gruppen The Clash. Den ingick på albumet Give 'Em Enough Rope och släpptes som singel i november 1978.

## Låten
Tommy Gun är slanguttryck för kulsprutepistolen Thompson som förekommer i gangsterfilmer från förbudstiden. Introts trumparti påminner om en skottserie. Texten anses handla om terroristers publicitetsbehov.

## Listplaceringar
Singeln nådde 19:e plats på den brittiska singellistan, högre än bandets tidigare singlar.
| Lista          | Position |
| -------------- | -------- |
| Storbritannien | 19       |

### Fotnoter
1. 1 2  ”Tommy Gun”. Songfacts. http://www.songfacts.com/detail.php?id=12222. Läst 5 oktober 2016.